# Bram Braam
Bram Braam (Amsterdam, 13 februari 1952) is een Nederlands voormalig voetballer die onder meer uitkwam voor Ajax, MVV en Willem II.
Braam begint met voetballen bij de amateurs van Wilskracht SNL en DCG uit zijn geboorteplaats Amsterdam. Begin jaren 70 maakt hij de overstap naar Ajax, waarvoor de verdediger in het seizoen 1972-1973 zijn debuut maakt in de eredivisie. Een definitieve doorbrak bij de Amsterdammers blijft, mede door de concurrentie van Ruud Krol en Wim Suurbier, echter uit.
In de zomer van 1973 maakt Braam de overstap naar MVV waar hij wel uitgroeit tot een vaste basisspeler. Met de Maastrichtenaren speelt hij drie jaar op het hoogste niveau, maar in 1976 volgt degradatie naar de Eerste divisie.
Weer een jaar later stapt Braam over naar FC Wageningen. Met die ploeg promoveert hij in 1980 via de nacompetitie naar de eredivisie. 
Na één seizoen op het hoogste niveau volgt alweer degradatie, waarna Braam in 1981 naar Willem II verkast dat wel uitkomt in de eredivisie.
Met de Tilburgers speelt Braam drie jaar op het hoogste niveau. Na de degradatie in zijn laatste seizoen 1983-1984 gaat hij spelen voor de amateurs van RKHVV. In 1985 maakt Braam op 33-jarige leeftijd nog zijn rentree in het betaalde voetbal bij Vitesse. Hij besloot zijn loopbaan bij De Treffers.
Daar begon hij zijn trainersloopbaan als assistent van Jan Pruijn. Hij trainde van 1989 tot 1991 TOP dat vervolgens toetrad tot het betaald voetbal.Vervolgens werd hij assistent bij Willem II. In het betaalde voetbal is hij onder meer hoofdtrainer van TOP en RBC Roosendaal. Hij werkt in het buitenland (Zuid-Korea, Saudi-Arabië, Guinee en Libanon) en is in eigen land onder meer trainer van de amateurclubs RKHVV, SV Orion en VV Bennekom. Bij die laatste club keert hij eind 2015 terug als trainer nadat hij het roer over heeft genomen van Cees Lok. In mei 2016 verliet hij de club. Braam werd in 2018 opnieuw trainer van RKHVV maar vertrok al na een paar maanden.
Naast trainer is Bram Braam wiskundeleraar op het Montessori College in Arnhem.